# Ormbäraren
Ormbäraren (Ophiuchus på latin) är en stor stjärnbild på södra stjärnhimlen. Den är en av de 88 moderna stjärnbilderna som erkänns av den Internationella astronomiska unionen.

## Historik
Ormbäraren var en av de 48 konstellationerna, som listades av den antike astronomen Ptolemaios i sitt samlingsverk Almagest. Den har tidigare haft de latinska namnen Serpentarius  och Anguitenens.
Ormbäraren ingår formellt i zodiaken, men babylonierna valde att utelämna den för att antalet stjärnbilder skulle överensstämma med kalenderns tolv månader, och västerländsk astrologi använder överlag alltjämt denna zodiak.

## Mytologi
Enligt myten är Ormbäraren identisk med Asklepios / Aesculapius, läkekonstens gud i den antika mytologin.

## Läge
Från Sverige är stjärnbilden i sin helhet svår att se. Endast tidiga vårmorgnar är hela stjärnbilden synlig för svenska observatörer. I juli, när den står som högst över horisonten i söder, är himlen i regel alltför ljus för att stjärnbilden ska kunna synas.

## Stjärnor

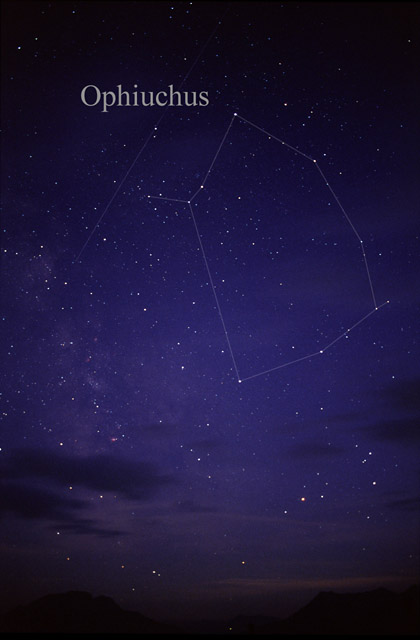
Stjärnbilden Ormbäraren (Ophiuchus) som den kan ses med blotta ögat.

Ormbäraren är en stor stjärnbild med många intressanta objekt, både stjärnor och deep sky-objekt.
- α - Ras Alhague (Alfa Ophiuchi) är den ljusstarkaste stjärnan, med en magnitud av 2,07. Ras Alhague är en variabel dubbelstjärna bestående av en vit jättestjärna och en orange dvärgstjärna i huvudserien.[5]
- η - Eta Ophiuchi (Sabik) är också en dubbelstjärna av magnitud 2,43.[6]
- ζ - Zeta Ophiuchi är en extremt stor blå stjärna I huvudserien av spektraltyp O9,5V. Den är en Beta Cephei-variabel och har en beräknad ålder av endast 3 miljoner år.[7]
- δ - Delta Ophiuchi (Yed Prior) är en röd jätte av spektraltyp M0,5III, och av magnitud 2,75.[8]
- β - Beta Ophiuchi (Celbalrai) är en orange jätte av spektraltyp K2 III. Den varierar i magnitud 2,75 – 2,77.[9]
- κ - Kappa Ophiuchi är en orange jättestjärna av spektraltyp K2 III med magnitud 3,20.[10]
- ε - Epsilon Ophiuchi (Yed Posterior)  är en gul jätte av magnitud 3,22, av spektraltyp G9,5 IIIb.[11]
- θ - Theta Ophiuchi är en multipelstjärna av magnitud 3,26. Den är klassificerade som Beta Cephei-variabel.
- ν - Ny Ophiuchi (Sinistra) är en orange jättestjärna med magnitud 3,33. En brun dvärgstjärna som har omloppsbana runt Sinistra upptäcktes 2004. Den bruna dvärgen har en massa på minst 21,9 gånger Jupiters och en omloppstid av 536 dygn. 2010 upptäcktes ytterligare en brun dvärgstjärna, med 24,5 gånger Jupiters massa och omloppstiden 3,169 dygn.[12]
- γ - Gamma Ophiuchi är en vit dvärgstjärna i huvudserien av spektraltyp A0 V med magnitud 3,75.
- λ - Lambda Ophiuchi (Marfik) är en dubbelstjärna med magnitud 3,90.
- Barnards stjärna är en röd dvärgstjärna av magnitud 9,54. Den befinner sig på ett avstånd av 5,98 ljusår och är därmed den fjärde närmaste stjärnan, efter de tre stjärnorna i Alfa Centauri-systemet.[13] Stjärnan är uppkallad efter den amerikanske astronomen Edward Barnard, som upptäckte stjärnans stora egenrörelse 1916.[14] Barnards stjärna har den allra största egenrörelsen av alla stjärnor i förhållande till solen, 10,3 bågsekunder/år.
- GJ 1214 är en röd dvärg av magnitude 14,71. En exoplanet som kretsar runt stjärnan upptäcktes 2009. Planeten har 6,55 jordmassor och en omloppstid runt stjärnan på 1,58 dygn.[15][16]
- Keplers stjärna (SN 1604) var en supernova som först observerades i oktober 1604.[17] Som starkast var den magnitud -2,5 och var då det starkaste objektet på himlen. Den kunde under flera veckor ses även mitt på dagen. Keplers stjärna är den senaste supernovan i Vintergatan som gått att se för blotta ögat.[18]
- RS Ophiuchi är en rekurrent nova i Ormbäraren. Dess ljusstyrka varierar mellan 9,6 och 13,5 i magnitud. Novautbrott har observerats 1898, 1933, 1958, 1967, 1985 och 2006.[19]

## Djuprymdsobjekt
Stjärnbilden innehåller en hel rad Messierobjekt. 

### Stjärnhopar
Öppna stjärnhopar:
- NGC 6633
- IC 4665

Klotformiga stjärnhopar:
- Messier 9 (NGC 6333)
- Messier 10 (NGC 6254)
- Messier 12 (NGC 6218)
- Messier 14 (NGC 6402)
- Messier 19 (NGC 6273)
- Messier 62 (NGC 6266)
- Messier 107 (NGC 6171)
- NGC 6304
- Palomar 6

### Nebulosor
- NGC 6572 är en planetarisk nebulosa av magnitud 8,1.
- IC 4603-4604 är två blå  reflektionsnebulosor.
- Barnard 59 är en  mörk nebulosa.
- Barnard 72 är en mörk nebulosa.
- M2-9 är en planetarisk nebulosa.

## Landskapsstjärnbild
Ormbäraren är Västergötlands landskapsstjärnbild.